# Republika Zielonego Przylądka na Mistrzostwach Świata w Lekkoatletyce 2015
Republika Zielonego Przylądka na Mistrzostwach Świata w Lekkoatletyce 2015 – reprezentacja Republiki Zielonego Przylądka podczas Mistrzostw Świata w Pekinie liczyła 1 zawodniczkę, która nie zdobyła medalu.

## Występy reprezentantów Republiki Zielonego Przylądka
| Konkurencja          | Zawodniczka   | Runda 1    | Runda 1 | Półfinał | Półfinał | Finał    | Finał   |
| Konkurencja          | Zawodniczka   | Rezultat   | Pozycja | Rezultat | Pozycja  | Rezultat | Pozycja |
| -------------------- | ------------- | ---------- | ------- | -------- | -------- | -------- | ------- |
| Bieg na 100 m kobiet | Lidiane Lopes | 12,43 (NR) | 49.     | NQ       | NQ       | NQ       | NQ      |